# Баптистська церква Вестборо

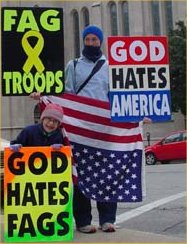
Пікетування церкви Вестборо: «Бог ненавидить Америку», «Бог ненавидить гомиків»

Баптистська церква Вестборо (англ. Westboro Baptist Church) — незалежна баптистська церква у США, більше відома завдяки використанню запальної мови ворожнечі, особливо проти гомосексуальності, католиків, православних, атеїстів, мусульман, євреїв, солдатів та політиків США, контроверсійним акціям протесту та пікетуванню різних установ та організацій. Визначається багатьома спостерігачами як фундаменталістська організація.

## Діяльність
Церква розташована у столиці штату Канзас — місті Топіка, де під керівництвом проповідника Фреда Фелпса вперше почала свою діяльність 27 листопада 1955 року. Церква ідентифікує себе як прихильниця однієї з течій кальвінізму, однак не належить до жодного іншого церковного об'єднання. У своїх релігійних поглядах і догмах розходиться з багатьма іншими баптистськими церквами. Знаходиться в опозиції до одностатевих зв'язків, шлюбів, а також виступає проти євреїв, представників інших національних меншин, війни в Іраку.
З 1991 року активно займається пікетуванням різних установ та навіть похорон гомосексуалів, загиблих солдат в Іраку, через що її діяльність активно висвітлювалась у пресі. Діяльність Баптистської церкви Вестборо була об'єктом декількох судових позовів та гострої критики з боку різних правозахисних організацій.